# Heerhugowaard vasútállomás
Heerhugowaard vasútállomás vasútállomás Hollandiában, Heerhugowaard községben,  településen.

## Vasútvonalak
Az állomást az alábbi vasútvonalak érintik:
- Nieuwediep–Amsterdam-vasútvonal
- Heerhugowaard–Hoorn-vasútvonal

## Kapcsolódó állomások
A vasútállomáshoz az alábbi állomások vannak a legközelebb:
- Schagen vasútállomás (Nieuwediep–Amsterdam-vasútvonal)
- Obdam vasútállomás (Heerhugowaard–Hoorn-vasútvonal)
- Alkmaar Noord vasútállomás (Nieuwediep–Amsterdam-vasútvonal)